# 曲背金線魮
曲背金線魮，又稱曲背金線䰾（学名：Sinocyclocheilus flexuosdorsalis）为輻鰭魚綱鯉形目鲤科金線魮屬的其中一種。分布於亞洲中國廣西壯族自治區隆林線天生橋鎮的洞穴流域，本魚體延長且側扁，頭部平扁呈鴨嘴狀，背部隆起，在頭背交界處有一個肉質突起，眼退化只剩1小黑扁，口亞下位，具觸鬚2對，體被鱗片，側線完整，側線鱗37-40枚，背鰭鰭條7-8枚，鰭條後端變硬，邊緣具鋸齒，胸鰭長於腹鰭起點，尾鰭叉形，體色肉紅色，半透明，無斑紋，體長可達12.4公分，棲息在洞穴底中層水域，生活習性不明。

## 扩展阅读
維基物種上的相關：曲背金線魮